# 咖啡濱耳螺
咖啡濱耳螺（学名：Melampus castaneus）为耳螺科尖耳螺屬下的一个种。